# Chikayuki Mochizuki
Chikayuki Mochizuki (jap. 望月 慎之, Mochizuki Chikayuki; * 20. Mai 1972 in der Präfektur Shizuoka) ist ein ehemaliger japanischer Fußballspieler.

## Karriere
Mochizuki erlernte das Fußballspielen in der Schulmannschaft der Shimizu Commercial High School und der Universitätsmannschaft der Dōshisha-Universität. Seinen ersten Vertrag unterschrieb er 1995 bei Kyoto Purple Sanga. Der Verein spielte in der zweithöchsten Liga des Landes, der Japan Football League. 1995 wurde er mit dem Verein Vizemeister der Japan Football League und stieg in die J1 League auf. Für den Verein absolvierte er 19 Spiele. Ende 1996 beendete er seine Karriere als Fußballspieler.